# Intento de golpe de Estado en Perú de 1909
El intento de golpe de Estado en Perú de 1909 fue una sublevación política ocurrida el 29 de mayo en Lima, contra el presidente Augusto B. Leguía en su primer periodo presidencial. Según el historiador Jorge Basadre, fue la más original y pintoresca de las revoluciones republicanas del Perú.

## Los dirigentes

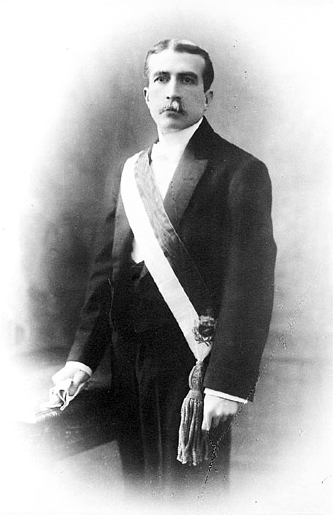
El presidente Augusto B. Leguía, al año de asumir por primera vez al poder sufrió un intento de golpe de Estado, de parte de un grupo de pierolistas.

La sublevación fue encabezada por Carlos de Piérola, hermano del expresidente Nicolás de Piérola, y los hijos de éste, Isaías y Amadeo de Piérola, que reunieron en torno suyo a un grupo de fervorosos y temerarios militantes del Partido Demócrata o pierolista, que eran opositores del gobierno de turno. Según su propio testimonio, Nicolás de Piérola (que por entonces ya no lideraba el partido demócrata) no estuvo involucrado en la conspiración, habiéndose realizado los sucesos sin su conocimiento previo. El viejo caudillo demócrata, apodado el “Califa”, era por entonces un anciano de 70 años.

## Asalto al Palacio de Gobierno
Los conjurados sumaban unos 200, aunque el día fijado para la acción solo 36 se reunieron en un edificio de la Avenida La Colmena, en la Plazuela de La Merced. Poco después de las dos de la tarde del 29 de mayo de 1909, los sublevados se dividieron en grupos y asaltaron Palacio de Gobierno. El grupo principal armados con revólveres ingresó al departamento presidencial, donde mataron al edecán mayor Eulogio Eléspuru y Deustua e irrumpieron en la habitación donde se hallaba el presidente Leguía, a quien tomaron prisionero. El plan de los sublevados era exigir al presidente que firmara su renuncia al poder, pero Leguía se negó rotundamente a hacerlo.

## Negativa de Leguía y fin del golpe

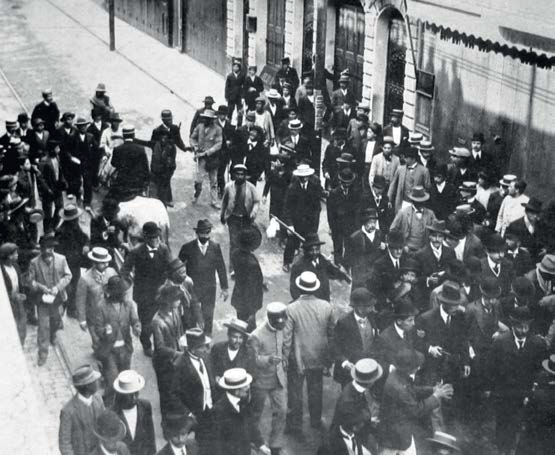
El presidente Leguía es conducido por los amotinados por la calle Mercaderes (actual cuarta cuadra del Jirón de la Unión).

Los amotinados sacaron a Leguía hacia la calle y lo pasearon por el Jirón de la Unión, hasta la Plaza de la Inquisición, donde, al pie del monumento a Bolívar, lo conminaron a renunciar por segunda vez. Leguía volvió a reiterar su negativa, expresada en dos escuetas palabras: «No firmo». Le acompañaba su Ministro de Justicia e Instrucción, Manuel Vicente Villarán. A las seis de la tarde hizo su aparición un piquete de caballería, al mando del alférez Enrique Gómez, que disparó sobre los rebeldes y dispersó a la muchedumbre. Hubo muchos muertos y heridos. Leguía y su ministro Villarán permanecieron en el suelo hasta que fueron rescatados por el mismo Gómez y puestos bajo protección, siendo escoltados hasta Palacio de Gobierno. En el trayecto, el presidente fue ovacionado por la población.
La debelación del golpe de Estado dejó un saldo de más de cien muertos, entre civiles autores del atentado y militares que custodiaban el Palacio.

## La represión
Se instaló un nuevo gabinete ministerial, presidido por Rafael Villanueva Cortez. Empezó entonces una enconada represión. Las instalaciones del diario demócrata La Prensa, opositor al gobierno, fueron saqueadas y destruidas por una turba, instigada indudablemente por el gobierno. Su director, Alberto Ulloa Cisneros, fue apresado, iniciándosele juicio por tenencia ilegal de armas. 
El gobierno persiguió no solo a los revolucionarios, sino también a los que le eran desafectos. El mismo Nicolás de Piérola tuvo que esconderse. Los amotinados fueron sometidos a consejo de guerra, el cual los sentenció a penas de entre 4 y 8 años.

## La amnistía
El gabinete Villanueva fue reemplazado por el presidido por Javier Prado y Ugarteche. Entonces el gobierno empezó a flexibilizarse. Se liberaron a los presos políticos que no estaban directamente comprometidos en el atentado del 29 de mayo; y se restituyó su local a La Prensa, que volvió a editarse. Surgió un movimiento en favor de la más amplia amnistía para los enjuiciados por delitos políticos presuntamente cometidos a partir del 29 de mayo. El 12 de septiembre de 1911 apareció en el diario El Comercio un artículo titulado "La Amnistía", cuyo autor era un joven escritor llamado José de la Riva Agüero y Osma (descendiente del prócer de la Independencia del mismo nombre). El gobierno, por intermedio del ministro de Gobierno Juan de Dios Salazar y Oyarzábal, ordenó la prisión del escritor. La juventud universitaria salió a protestar a las calles. Era la primera vez que los universitarios salían a protestar contra el gobierno de turno, gritando “abajo la dictadura” y “viva la democracia”. Encabezaron la manifestación los estudiantes José Gálvez Barrenechea, Abraham Valdelomar, Juan Bautista de Lavalle y García, José María de la Jara y Ureta, Felipe Barreda, Alfonso Cisneros, Alberto Ulloa Sotomayor (hijo del director de La Prensa), los hermanos Ventura y Francisco García Calderón Rey, los Miró Quesada y Manuel Augusto Olaechea, todos ellos figuras que ya descollaban o pronto iban a descollar por su talento en diversos campos. En la Plaza de Armas hubo choques entre estudiantes y gendarmes, resultando varios heridos y un muerto. Los estudiantes lograron que Riva Agüero fuera puesto en libertad, e incluso provocaron la caída del ministro del Gobierno. Por fin, Leguía cedió. El 23 de septiembre el Senado aprobó el proyecto de ley que ese mismo día remitió el Poder Ejecutivo para amnistiar a todos los enjuiciados por delitos políticos presuntamente cometidos a partir del 29 de mayo de 1909.